# Hamdi Özyurt
Hamdi Özyurt, född 14 mars 1964, är en kurdisk-svensk författare från Turkiet, bosatt på Gotland sedan 1989. Han har gett ut 18 böcker, varav fem romaner.

## Böcker på svenska
- Ordlöst (H. Özyurt, 1996)
- Olycksfåglarna (översättning från turkiska Mats Müllern, Apec, 2006)
- Tjugo träd och en apelsin (Yirmi ağaç tek portakal) (översättning Claire B. Kaustell, Storge, 2008)
- Fanny i godislandet (text: Helina Özyurt, bild: Hamdi Özyurt, Apec, 2008)
- Varför gråter bebisen? (Storge, 2009)
- Från våra fönster: noveller (Pencereler) (översättning från turkiska: Claire B. Kaustell, Hamdi Özyurt, Storge, 2011)
- Med få ord (Storge, 2014)

Översättningar
- Sedefe Welê Bazare: Sedefe, kvinna från Varto: ett dramatiskt liv (text och dikter gemensamt översatta av Hamdi Özyurt och Anders R. Johansson, Haimdagar, 2001)